# Camponotus clypeatus
Camponotus clypeatus é uma espécie de inseto do gênero Camponotus, pertencente à família Formicidae.